# Стоматологічне протезування
Стоматологічне протезування — розділ стоматології, який займається відновленням тканин зуба, заміщенням втрачених зубів, відновленням структури і функції жувального апарату.

## Класифікація
За характером фіксації в порожнині рота пацієнта протезування відсутніх зубів поділяється на три види:
1. Незнімне протезування — це відновлення відсутніх зубів (або частини одного зуба) незнімними протезами, які жорстко і остаточно фіксуються в порожнині рота пацієнта стоматологом і носяться пацієнтом постійно. Фіксація таких протезів здійснюється зазвичай за рахунок спеціальних стоматологічних цементуючих матеріалів, які  міцно з'єднують опорні частини виготовленого протеза з збереженими зубними коронками або коренями зубів. Незнімними протезами можливе заміщення як одиничних, так і значних дефектів зубного ряду. Найчастіше незнімні протези підбираються, якщо відновлюються зуби, що йдуть підряд. До незнімних протезування зубів відносять:
  1. Протезування зубів частковими коронками;
  2. Протезування зубів коронками;
  3. Протезування зубів мостовидними протезами.
2. Знімне протезування — відновлення відсутніх зубів у пацієнта шляхом виготовлення знімних протезів. Знімними зубними протезами зазвичай заміщається значний дефект зубного ряду, коли на щелепі відсутній більша частина або всі зуби. Однак у деяких випадках знімні протези виготовляють для невеликих дефектів зубного ряду. Знімні зубні протези умовно можна розділити на види груп повного і часткового протезування. До цих видів належать:
  1. Частково-знімні протези;
  2. Умовно-знімні протези;
  3. Повні знімні протези.
3. Комбіноване протезування — протезування ортопедичними виробами, що складаються з елементів частин знімного і незнімного протезування.

## Незнімне протезування
Найбільш відомими незнімними ортопедичними конструкціями є: одиночні коронки, мостоподібні протези, вкладки, штифтові литі куксові вкладки, вініри і люмініри. Такі конструкції фіксуються на спеціально підготовлену поверхню тканин протезного ложа за допомогою спеціальних цементів, які є сполучною ланкою між реставрацією і тканинами зуба, і заповнює технологічні зазори конструкції.
Основні матеріали виробництва зубних коронок:
- Металокераміка, включаючи коронки на каркасі з дорогоцінних і напівдорогоцінних металів
- Литі коронки
- Штамповані металеві коронки
- Коронки на каркасі з діоксиду цирконію та оксиду алюмінію
- Пресовані суцільнокерамічні коронки
- Пластмасові і металопластмасова коронки
- Композитні та металокомпозитні коронки

Коронки прийнято розділяти на тимчасові і постійні. Тимчасові коронки виготовляються на термін від 2 тижнів до 8 місяців, для заповнення естетики та нормалізації жування. Тривале носіння таких коронок часто веде до погіршення гігієни і запальних явищ з боку м'яких тканин, що оточують тимчасову пластмасову коронку, тому на більш тривалий термін раціональніше виготовляти металокомпозитні і металопластмасові коронки, мають кращу крайову адаптацію до уступу кукси зуба.

## Знімне протезування
Повні знімні протези застосовуються при протезуванні беззубих щелеп. Найчастіше такі протези виготовляються з акрилових пластмас з застосуванням постановки штучних гарнитурних зубів. Повні знімні пластинкові протези утримуються за рахунок точного прилягання базису до тканин протезного ложа. На верхній щелепі, при сприятливих умовах і правильних межах базису повного знімного пластиночного протеза, часто вдається домогтися гарної фіксації, за рахунок створення замикаючого клапана, створює негативний тиск між базисом протеза і тканинами протезного ложа. На нижній щелепі, такі протези традиційно незручні, у зв'язку з найгіршими умовами для фіксації базису протеза нижньої щелепи. Так повні знімні протези нижньої щелепи утримуються лише за рахунок механічної ретенції, поліпшення фіксації може сприяти застосування спеціальних адгезивних кремів і паст, поліпшують ретенцію конструкції.
Частково знімні зубні протези показані при кінцевих і протяжних включених дефектах зубного ряду. Конструкція часткового знімного протеза передбачає наявність опорних зубів і застосування різних систем кріплення протеза, при цьому жувальний тиск як на опорні зуби, так і на тканини беззубого протезного ложа.

### Основні різновиди конструкцій часткових знімних протезів
- Дугові або бюгельні зубні протези, що мають литий каркас і акриловий базис знімної частини.
- Пластинкові зубні протези, які виконані повністю з акрилової пластмаси і пластинкові протези з металевим базисом.
- Малі сідлоподібні протези, що застосовуються при односторонніх кінцевих і включених дефектів зубного ряду.
- Нейлонові протези

За типом фіксації такі протези прийнято поділяти на
- Кламерна фіксація
- Замкова фіксація
- Телескопічна фіксація
- Кріплення протезів за допомогою пелотів

### Основні проблеми знімного протезування
До основних проблем знімного протезування можна віднести часту необхідність покривати коронками здорові опорні зуби, для використання їх для опори знімної частини бюгельного протеза з замкової фіксацією, а також щоб уникнути механічного впливу кламеру на тканини опорного зуба призводить до дефекту останнього. Обсяг базису протеза призводить до різних незручностей, таких як тимчасове порушення дикції або виникнення блювотного рефлексу. Також пацієнти часто відзначають природну микроподвижность бюгельного протеза. Тривале носіння знімних протезів посилює атрофію кісткової тканини беззубої ділянки щелепи, що перешкоджає подальшому імплантації зубів.

## Умовно-знімне протезування
Умовно-знімні зубні протези являють собою протяжний мостоподібний протез, який може бути знята на короткий час для проведення особистої гігієни. Такі протези, як правило, мають замкову або телескопічну фіксацію. Прикладом такої конструкції є дуговий металокерамічний мостоподібний протез з телескопічним кріпленням на імплантатах при комплексній реабілітації повної втрати зубів з рівномірно вираженою атрофією альвеолярного відростка.
Прийнято вважати, що протезування незнімними ортопедичними конструкціями показано при одиночній втрати зубів, при дефектах зубного ряду малої протяжності, включених дефектів зубного ряду. При множинній втрати зубів і дефекти великої протяжності застосування мостовидних протезів, що опираються на зуби не виправдано у зв'язку з функціональним перевантаженням останніх. У такій ситуації показано знімне протезування або імплантація.
Показання до протезування зубів можуть бути не тільки лікувальні, але і косметичними.

## Концепції протезування
Є дві принципово різні концепції протезування: конформативна і реконструктивна.
Конформативное протезування полягає у виготовленні окремих коронок або протезів, не змінюючи при цьому взаємного розташування щелеп. Тобто, нові реставрації формуються під діючий звичний прикус (в тому числі і неправильний).

Реконструктивне протезування здійснюється із зміною взаємного розташування щелеп. Моделювання реставрацій при цьому проводиться урахуванням іншого змикання зубів (більш правильного з точки зору стоматолога). Цей підхід значно складніше конформативного. Для його реалізації необхідно повне протезування як мінімум одного (а частіше обох) зубного ряду (всіх верхніх або всіх нижніх зубів). При неправильному виборі нового варіанту оклюзії підвищується ризик розвитку скронево-нижньощелепних розладів.

## Підготовка зубів до протезування
До початку ортопедичного етапу необхідно вилікувати опорні зуби — усунути і запломбувати каріозні порожнини, вирішити пародонтальні проблеми. При руйнуванні зуба нижче рівня ясен (воно повинне бути неглибоким — не більш 2-3 мм) перевести поддесневий дефект в надясенний. Це здійснюється за рахунок ортодонтичної екструзії або хірургічного подовження коронкової частини зуба. Ортодонтична підготовка необхідна і в разі неправильного розташування зуба в зубній дузі або його міграції внаслідок видалення інших зубів (нахилу в бік відсутнього сусіднього зуба або висування в бік антагоністів). Інакше доведеться препарувати значний обсяг тканин зуба, це часто вимагає депульпування і подальшого відновлення зуба штифтовими конструкціями.
Видалення пульпи зубів перед протезуванням в інших ситуаціях протипоказано. Превентивне депульпування зубів під коронку є невиправданим.
опорні зуби повинні мати виражений екватор. Якщо його немає, то необхідно виготовлення коронок відповідної форми, навіть на інтактні зуби.
Імплантація також є стадією підготовки зубів до протезування. Для успішної імплантації необхідна кісткова тканина, а тому дбайливе видалення зуба також буде етапом підготовки. В іншому випадку доведеться проводити ще додаткові операції по аугментації кістки, перш ніж встановити сам імплантат. Те ж саме відбувається, якщо з моменту видалення пройшов значний термін — кісткова тканина альвеолярного відростка щелепи на місці відсутнього зуба атрофується.ожнини на контактних поверхнях сусідніх зубів, що примикають до майбутніх коронкам також обов'язково мають бути вилікуванні до протезування. Це стосується і дефектних пломб та інших реставрацій.
Опорні зуби знімного пр
Оскільки можливі технічні варіанти заміни зуба не відновлюють функції зубного апарату повністю, в науковому середовищі тривають пошуки способів вирощування зубів з зачатків. У людини їх кількість обмежена. На даний момент деяким дослідникам вдалося виростити кілька нових зубів із зачатка зубної тканини мишей, розділивши зачаток надвоє.

## Реакції організму на протези
Найгірших реакцій організму на нові чужорідні тіла в порожнині рота, мабуть, може бути лише дві:
- Стоматит через надмірно щільного прилягання протеза до ясен. Подібна ситуація не є критичною і легко поправна — місцеве лікування ясен швидко поправить ситуацію;
- Раніше невідома алергія на метал в складі протеза. В даному випадку, прояви можуть бути різними (як правило, у вигляді висипань, свербежу або мікрорани), але протез доведеться зняти і замінити на такий, який не має в своєму складі металевих сплавів — виготовлений з кераміки або діоксиду цирконію.

## Типи протезів
- Мостоподібний протез
- Зубний імплантат